# Schizophragma choufenianum
Schizophragma choufenianum är en hortensiaväxtart som beskrevs av Woon Young Chun. Schizophragma choufenianum ingår i släktet Schizophragma och familjen hortensiaväxter. Inga underarter finns listade i Catalogue of Life.